# Ben Aldridge
Pour les articles homonymes, voir Aldridge.
Benjamin Charles Aldridge est un acteur britannique. Il est surtout connu pour ses interprétations d'Arsehole Guy dans la série dramatique Fleabag (2016-2019), du capitaine Charles James dans le drame Molly, une femme au combat (2013-2020) sur la BBC et de Thomas Wayne dans la série dramatique policière Pennyworth (2019-2023) . Il a également joué  dans les longs métrages Spoiler Alert (2022) et Knock at the Cabin (2023).

## Biographie

### Enfance et formation
Après avoir travaillé avec le National Youth Theatre, Aldridge sort diplômé de la London Academy of Music and Dramatic Art avec une bourse de la Genesis Foundation pour jeunes acteurs. Il la quitte plus tôt que prévu pour commencer le tournage du film Compulsion (2009) pour ITV aux côtés de Ray Winstone et Parminder Nagra.

### Carrière
Il joue son premier rôle en tant qu'acteur professionnel dans la pièce de théâtre The Master and Margarita  au Lyric Theatre, à Hammersmith en 2004. En 2008, Aldridge fait ses débuts à la télévision dans la mini-série en quatre parties de Channel 4 The Devil's Whore, dans laquelle il joue Harry Fanshawe, le mari du personnage principal. Cette même année, il figure dans la liste Les stars de demain du magazine Screen International. En plus de First Light, Inspecteur Lewis, Toast et Les Enquêtes de Vera, Aldridge apparait également dans le rôle de Daniel Parish dans le drame d'époque de la BBC One Lark Rise to Candleford. En 2011, la chaîne américaine The CW choisit Aldridge pour le rôle principal du pilote de la série Heavenly . Par la suite, il passe du temps à Belgrade pour tourner le court métrage partiellement improvisé In the Night pour la réalisatrice Ivana Bobic et le directeur de la photographie primé Rain Li, aux côtés du mannequin Danijela Dimitrovska.
Ben Aldridge est cofondateur de "In the Corner Productions". Il a réalisé le pilote de la comédie Pet Shop Girls fin 2011, qu'il a coécrit et coproduit avec les acteurs-scénaristes Luke Norris, Ed Hancock et Kirsty Woodward.
En 2013, il joue dans la production théâtrale American Psycho à l'Almeida Theatre dans le rôle de Paul Owen, face à Matt Smith, Susannah Fielding, Jonathan Bailey et Lucie Jones. Le thriller musical adaptait un livre de Roberto Aguirre-Sacasa basé sur le roman culte de Bret Easton Ellis, avec des compositions musicales de Duncan Sheik. En septembre 2014, il rejoint la série dramatique originale de la BBC Molly, une femme au combat dan le rôle du capitaine Charles James. Il abandonne le rôle après la troisième saison en 2018. En décembre 2014, il rejoint la série Reign : Le Destin d'une reine de The CW dans le rôle du roi Antoine de Bourbon.

### Vie privée
Ben Aldridge est élevé en tant que chrétien évangélique. Ses parents et ses grands-parents ont été élevés selon les préceptes de l'église Plymouth Brethren, bien que ses parents aient tous deux quitté l'église à l'âge de 18 ans, Commentant son rapport actuel avec la religion, il déclare dans une interview en 2021 : « Cela semble très loin à certains égards car il n'y a plus d'aspect religieux dans ma vie maintenant ».
En 2020, Ben Aldridge fait son coming out en tant que membre de la communauté LGBTQ+ via un post sur Instagram à l'occasion de la Journée nationale du Coming Out,,. Dans une interview de 2021 avec le magazine Attitude, il s'est auto-identifié comme gay.

## Filmographie
Modèle:Section à filmer

### Films
| Année | Titre              | Rôle            | Remarques      | Réf.   |
| ----- | ------------------ | --------------- | -------------- | ------ |
| 2013  | La nuit            | Alex            | Court métrage  |        |
| 2013  | The Railway Man    | Mike Moffat     |                |        |
| 2014  | Synchronicity      | Fred            | Court métrage  |        |
| 2018  | Titan              | Lawrence        |                | [ 13 ] |
| 2018  | Chanson parisienne | George Gershwin | Rôle principal | [ 14 ] |
| 2019  | Thrive             | Alexandre       | Court métrage  |        |
| 2022  | Spoiler Alert      | Kit Cowan       |                |        |

- 2023 : Knock at the Cabin de M. Night Shyamalan : Andrew[15]
- 2024 : Paradis Paris de Marjane Satrapi : Mike

### Télévision
| Année                | Titre                         | Rôle                    | Remarques                              | Réf.   |
| -------------------- | ----------------------------- | ----------------------- | -------------------------------------- | ------ |
| 2008                 | The Devil's Whore             | Harry Fanshawe          | mini-série ; épisode 1                 |        |
| 2008                 | Compulsion                    | Alexandre               | Film télévisé                          |        |
| 2009                 | Inspecteur Lewis              | Daniel Rattenbury       | Épisode: "Le point de disparition"     |        |
| 2010                 | First Light                   | Brian Kingcome          | Film télévisé                          |        |
| 2010                 | Toast                         | Stuart                  | Film télévisé                          | [ 16 ] |
| 2010-2011            | Lark Rise to Candleford       | Daniel Parish           | Rôle principal; 16 épisodes            |        |
| 2011                 | Heavenly                      | Dashiel Coffee          | Film télévisé                          |        |
| 2012                 | The Cricklewood Greats        | Joe Hazelhurst          | Film télévisé                          |        |
| 2012                 | Les Enquêtes de Vera          | Ollie/Alex Barton       | Épisode: " Sandancers "                |        |
| 2013                 | Pramface                      | Marcus                  | Épisode: "Si tu pleures, je pleurerai" |        |
| 2013                 | The Bible                     | Luc                     | mini-série ; épisode: "Courage"        |        |
| 2013-2014, 2016-2018 | Our Girl                      | Capitaine Charles James | Rôle principal                         |        |
| 2014-2015            | Reign : Le Destin d'une reine | Antoine de Bourbon      | 7 épisodes                             |        |
| 2015                 | DEVIATION                     | Michel Sturges          | Film télévisé                          | [ 17 ] |
| 2016, 2019           | Fleabag                       | Arsehole Guy            | Rôle récurrent; 6 épisodes             |        |
| 2016                 | Lucky Man                     | Ben Grady               | 2 épisodes                             |        |
| 2019–2022            | Pennyworth                    | Thomas Wayne            | Rôle principal                         |        |
| 2021                 | The Long Call                 | Matthew Venn            | Rôle principal                         |        |

### Jeu vidéo
| Année | Titre                              | Rôle        | Remarques | Réf. |
| ----- | ---------------------------------- | ----------- | --------- | ---- |
| 2012  | The Secret World                   | Saïd (voix) |           |      |
| 2022  | Lego Star Wars : La Saga Skywalker | (voix)      |           |      |

### Théâtre
| Année | Titre                    | Rôle                | Théâtre / Producteur     | Réf. |
| ----- | ------------------------ | ------------------- | ------------------------ | ---- |
| 2004  | The Master and Margarita | Pinstripe / Docteur | Lyric Hammersmith        |      |
| 2005  | Antigone à Hell's Mouth  | Rothenkopf          | Kneehigh Theatre         |      |
| 2006  | Fish and Comapny         | Tom                 | Théâtre de Soho          |      |
|       | Shelf Life               | Dan                 | Old Red Lion             |      |
| 2009  | Roméo et Juliette        | Benvolio            | Shakespeare's Globe      |      |
| 2013  | The Lyons                | Brian Hutchins      | Menier Chocolate Factory |      |
| 2013  | American Psycho          | Paul Owen           | Théâtre Almeida          |      |
| 2017  | Run The Beast Down       | Tite Halder         | The Marlowe Theatre      |      |